# Ercuis
 Ercuis  es una población y comuna francesa, en la región de Picardía, departamento de Oise, en el distrito de Senlis y cantón de Neuilly-en-Thelle.

## Demografía
| 640 | 664 | 743 | 985 | 1262 | 1566 |
| Para los censos de 1962 a 1999 la población legal corresponde a la población sin duplicidades (Fuente: INSEE [Consultar]) |     |     |     |      |      |